# Radek Rak
Radek Rak, właśc. Radosław Rak (ur. 1987 w Dębicy) – polski pisarz fantastyki oraz lekarz weterynarii. 

## Życiorys
W 2006 roku został absolwentem I Liceum Ogólnokształcącego im. Króla Władysława Jagiełły w Dębicy. Studiował weterynarię na Uniwersytecie Przyrodniczym w Lublinie, później zamieszkał i podjął praktykę w Krakowie. 
Pierwsze teksty zamieszczał na forum internetowym „Nowej Fantastyki” pod pseudonimem „Ajwenhoł”. Krótkie formy jego autorstwa były później publikowane w czasopismach „Nowa Fantastyka”, „Lampa”, „Fraza”, Fantastyka – wydanie specjalne, „Fenix Antologia” oraz e-zinach „Esensja” i „Szortal na wynos”. Przygotował również opowiadania do antologii Legendy polskie, Tarnowskie Góry Fantastycznie, Utopay oraz Ku gwiazdom. W 2020 roku napisał opowiadanie Małe zwierzątka dla biblioteki internetowej Wolne Lektury. W 2022 roku przekazał swoje opowiadanie Powołanie Iwana Mrowli do antologii charytatywnej 24/02/2022, z której dochód zasilił fundację Proliska, zajmującej się pomocą humanitarną dla cywilnych ofiar wojny (akcja powstała w odpowiedzi na atak Rosji na Ukrainę).
Pierwszą powieść Kocham cię, Lilith wydał w 2014 roku nakładem wydawnictwa Prószyński i S-ka. Później związał się z Powergraphem, gdzie wydał kolejne tytuły: Puste niebo (2016), Baśń o wężowym sercu albo wtóre słowo o Jakóbie Szeli (2019) oraz cykl Agla (2022-2025). Oprócz tego opublikował grę paragrafową Dunder albo kot z zaświatu  (Muduko) oraz opowiadania promujące Małopolskę w ramach Małopolskich Dni Dziedzictwa Kulturowego (Małopolski Instytut Kultury).
W 2024 roku podjął się prowadzenia warsztatów Kreatywnego Pisania na Uniwersytecie Kardynała Stefana Wyszyńskiego w Warszawie.
Jego żoną jest Barbara Boroń-Rak, mają córkę.

## Twórczość

### Powieści
| Tytuł         | Wydawnictwo | Rok publikacji | ISBN                   |
| ------------- | ----------- | -------------- | ---------------------- |
| Agla. Alef    | Powergraph  | 2022           | ISBN 978-83-66178-70-0 |
| Agla. Aurora  | Powergraph  | 2023           | ISBN 978-83-67845-14-4 |
| Agla. Abraxas | Powergraph  | 2025           | ISBN 978-83-67845-58-8 |

| Tytuł                                                 | Wydawnictwo       | Rok publikacji | ISBN                   |
| ----------------------------------------------------- | ----------------- | -------------- | ---------------------- |
| Kocham cię, Lilith                                    | Prószyński i S-ka | 2014           | ISBN 978-83-7839-737-3 |
| Puste niebo                                           | Powergraph        | 2016           | ISBN 978-83-64384-53-0 |
| Baśń o wężowym sercu albo wtóre słowo o Jakóbie Szeli | Powergraph        | 2019           | ISBN 978-83-66178-11-3 |

### Opowiadania
| Tytuł                                    | Miejsce publikacji                                                                      |
| ---------------------------------------- | --------------------------------------------------------------------------------------- |
| Ptaki nad Lublinem                       | „Nowa Fantastyka” 3/2011                                                                |
| Ścigałem się z burzą                     | „Lampa” 4/2011                                                                          |
| Lilka                                    | „Nowa Fantastyka” 3/2012                                                                |
| Tamdarej w innych światach               | „Esensja” 1/2013                                                                        |
| Dziewczyna z kartofliska                 | „Nowa Fantastyka” 4/2013                                                                |
| W domu czasu przeszłego                  | Szortal na wynos 1/2013 (wersja skrócona opublikowana jako Dom czasu przeszłego)        |
| W domu czasu przeszłego                  | „Fraza” 3/2013                                                                          |
| Powołanie Iwana Mrowli                   | „Fantastyka – wydanie specjalne” 2/2014                                                 |
| Powołanie Iwana Mrowli                   | antologia 24/02/2022, Wydawnictwo IX 2022                                               |
| Kwiaty paproci                           | antologia Legendy Polskie, Allegro 2015                                                 |
| Czarne światy                            | „Fenix Antologia” 3/2018                                                                |
| Oswoić noc                               | „Fenix Antologia” 3/2018                                                                |
| Pełnia Światła                           | antologia Tarnowskie Góry Fantastycznie, Almaz 2019                                     |
| Kraina piasku                            | „Nowa Fantastyka” 8/2020                                                                |
| Małe zwierzątka                          | biblioteka Wolne Lektury 2020                                                           |
| O kotach, dziadach i Matce Boskiej       | antologia Utopay. Przyszłość wystawia rachunek, Harde Wydawnictwo 2023                  |
| Niedźwiedzie latają na Wyspie Baffina    | antologia Ku gwiazdom. Antologia polskiej fantastyki naukowej 2023, Wydawnictwo IX 2023 |
| Boże nawiedzenie                         | ebook, Powergraph 2023; współautorzy: Rafał Kosik, Justyna Hankus, Wit Szostak          |
| Lekcje obrony przed nowymi technologiami | antologia PoznAI przyszłość. Opowiadania o umyśle i nauce, Powergraph 2024              |

### Inne publikacje
- Ornament (Małopolski Instytut Kultury, 2023, ISBN 978-83-61406-93-8) – publikacja powstała w ramach 25. Małopolskich Dni Dziedzictwa Kulturowego, zawiera opowiadania nawiązujące do zabytków Małopolski, w tym jeden tekst Radka Raka: O rzeczy podwójnej, albo co się przydarzyło panu Zygmuntowi Achacemu Taszyckiemu pewnej nocy ciemnej w lusławickim dworze[21]
- Nic dziwnego (Małopolski Instytut Kultury, 2024, ISBN 978-83-67862-13-4) – publikacja powstała w ramach 26. Małopolskich Dni Dziedzictwa Kulturowego, zawiera opowiadania Radka Raka nawiązujące do zabytków Małopolski: Król i Kajzer. Herodowe dary, Głosy zza ściany, Księżne, Wkrótce porwą nas obłoki, Z drugiej strony dnia[22]
- Dunder albo kot z zaświatu (Wydawnictwo Muduko, 2024, ISBN 978-83-96392-54-1) – gra książkowa z ilustracjami Tomka Bolika[23]
- Wszystko jasne (Małopolski Instytut Kultury, 2025, ISBN 978-83-67862-24-0) – publikacja powstała w ramach 27. Małopolskich Dni Dziedzictwa Kulturowego, zawiera opowiadania Radka Raka nawiązujące do zabytków Małopolski: Człowiek, który oświetlił Amerykę, Światło i siła, Za Słońcem, Ukryte skarby, Księgi zakazane, Kogo niesie droga, Liturgia Horarum[24]

### Przekłady na języki obce
| Utwór                                                 | Język przekładu | Tłumacz          | Tytuł przekładu                                          | Wydawca                              | Rok publikacji |
| ----------------------------------------------------- | --------------- | ---------------- | -------------------------------------------------------- | ------------------------------------ | -------------- |
| Powołanie Iwana Mrowli                                | rosyjski        | Siergiej Legieza | Призвание Ивана Мровли w: Эпоха единорогов               | Книжный клуб „Клуб семейного досуга” | 2017           |
| Puste niebo                                           | ukraiński       | Siergiej Legieza | Порожнє небо                                             | Видавництво Жупанського              | 2021           |
| Baśń o wężowym sercu albo wtóre słowo o Jakóbie Szeli | węgierski       | Gáspár Keresztes | A kígyószív legendája                                    | Metropolis Media                     | 2023           |
| Baśń o wężowym sercu albo wtóre słowo o Jakóbie Szeli | czeski          | Michala Benešová | Báje o hadím srdci                                       | Host                                 | 2023           |
| Baśń o wężowym sercu albo wtóre słowo o Jakóbie Szeli | rosyjski        | Milana Kovalkova | Сказ о змеином сердце, или Второе слово о Якубе Шеле     | ACT                                  | 2023           |
| Baśń o wężowym sercu albo wtóre słowo o Jakóbie Szeli | ukraiński       | Wiktor Dmytruk   | Легенда про зміїне серце, або Друге слово про Якуба Шелю | Видавництво Жупанського              | 2023           |

## Adaptacje
Baśń o wężowym sercu albo wtóre słowo o Jakóbie Szeli była kilkukrotnie adaptowana. 4 stycznia 2021 roku wydawnictwo Powergraph ogłosiło sprzedaż praw do filmowej adaptacji powieści, reżyserii ma się podjąć Michał Gazda. Od lutego do maja 2021 roku w Galerii pod Atlantami w Wałbrzychu trwała wystawa fotograficzna „Baśnie”, inspirowana powieścią. 8 października 2022 roku prapremierę miała opera Aleksandra Nowaka Baśń o sercu. Jej libretto, oparte na Baśni o wężowym sercu... zostało przygotowane przez Radka Raka. Powieść została również przeniesiona na deski Starego Teatru w Krakowie przez Beniamina M. Bukowskiego, premiera nastąpiła 4 listopada 2022 roku. Drugą adaptację sceniczną przygotował Michał Kmiecik, premiera odbyła się 26 października 2024 roku w Teatrze im. Stefana Żeromskiego w Kielcach.

## Nagrody i wyróżnienia
- W 2015 roku był nominowany do Nagród „Nowej Fantastyki” w kategorii Reflektor[36].
- W 2017 roku otrzymał Złote Wyróżnienie w Nagrodzie Literackiej im. Jerzego Żuławskiego[37] oraz nominację do Nagrody im. Janusza A. Zajdla za powieść Puste niebo.
- Nominowany za Baśń o wężowym sercu albo wtóre słowo o Jakóbie Szeli do Nagrody Specjalnej Identitas w edycji 2019–2020, w ramach której wziął udział w warsztatach na wyspie Uløya(inne języki)[38][39].
- W 2020 roku został laureatem Nagrody Literackiej „Nike”[40], Nagrody im. Janusza A. Zajdla[41][42], otrzymał Nagrodę Główną w Nagrodzie Literackiej im. Jerzego Żuławskiego[43], Nagrodę „Nowej Fantastyki” w kategorii Polska Książka Roku[44] oraz został nominowany do Nagrody Literackiej Gdynia w kategorii Proza[45][46] za powieść Baśń o wężowym sercu albo wtóre słowo o Jakóbie Szeli. W tym samym roku został uhonorowany „Śląkfą” jako Twórca Roku[47].
- W 2021 roku Biblioteka Kraków za powieść Baśń o wężowym sercu albo wtóre słowo o Jakóbie Szeli przyznała mu kwietniową Nagrodę „Krakowska Książka Miesiąca”[48]. Za ten sam tytuł otrzymał przyznawaną przez Europejskie Stowarzyszenie Science Fiction nagrodę Achievement Award w kategorii Best Written Work of Fiction[49][50]. Otrzymał także tytuł Młodego Ambasadora Polszczyzny[51].
- W 2022 roku został jednym z trzydziestu laureatów Nagrody Krakowa Miasta Literatury UNESCO za powieść Agla. Alef[52], w tym samym roku odsłonił swoją tablicę w Alei Pisarzy przy Miejskiej Bibliotece Publicznej im. Ł. Górnickiego „Galeria Książki” w Oświęcimiu[53].
- W maju 2023 roku ogłoszono, że Radek Rak i Stéphane Pichera wezmą udział w programie rezydencjalnym prowadzonym przez Kraków i Quebec[54]; w tym samym roku za powieść Agla. Alef otrzymał Nagrodę „Nowej Fantastyki” w kategorii Polska Książka Roku[55], Nagrodę im. Janusza A. Zajdla[56], Nagrodę Główną w Nagrodzie Literackiej im. Jerzego Żuławskiego[57] oraz nominację w Plebiscycie Książka Roku Lubimyczytać.pl w kategorii Fantastyka młodzieżowa[58], zdobył również Śląkfę w kategorii Twórca Roku[59][60].
- W 2024 roku zdobył Srebrne Wyróżnienie w Nagrodzie im. Jerzego Żuławskiego[61][62] oraz został nominowany do Nagrody im. Janusza A. Zajdla[63] i Nagród „Nowej Fantastyki” w kategorii Polska Książka Roku[64] za powieść Agla. Aurora.
- W 2025 roku został nominowany w Plebiscycie Książka Roku Lubimyczytać.pl w kategorii Literatura dziecięca za grę książkową Dunder[65] oraz do Nagrody im. Janusza A. Zajdla za opowiadanie Lekcje obrony przed nowymi technologiami[66].